# Diócesis de Jequié
La diócesis de Jequié (en latín: Dioecesis Iequieana y en portugués: Diocese de Jequié) es una circunscripción eclesiástica de la Iglesia católica en Brasil. Se trata de una diócesis latina, sufragánea de la arquidiócesis de Vitória da Conquista. Desde el 13 de enero de 2021 su obispo es Paulo Romeu Dantas Bastos.

## Territorio y organización
La diócesis tiene 18 771 km² y extiende su jurisdicción sobre los fieles católicos de rito latino residentes en 24 municipios del estado de Bahía: Jequié, Aiquara, Apuarema, Boa Nova, Brejões, Cravolândia, Dário Meira, Irajuba, Itagi, Itagibá, Itaquara, Itiruçu, Jaguaquara, Jitaúna, Lafaiete Coutinho, Lajedo do Tabocal, Manoel Vitorino, Maracás, Marcionílio Souza, Mirante, Nova Itarana, Planaltino, Santa Inês y Ubaíra.
La sede de la diócesis se encuentra en la ciudad de Jequié, en donde se halla la Catedral de San Antonio de Padua.
En 2021 en la diócesis existían 36 parroquias. 

## Historia
La diócesis fue erigida el 7 de noviembre de 1978 con la bula Quo absolutius del papa Juan Pablo II, obteniendo el territorio de las diócesis de Amargosa y Vitória da Conquista (hoy arquidiócesis).
Originalmente sufragánea de la arquidiócesis de San Salvador de Bahía, el 16 de enero de 2002 pasó a formar parte de la provincia eclesiástica de la arquidiócesis de Vitória da Conquista.

## Estadísticas
Según el Anuario Pontificio 2022 la diócesis tenía a fines de 2021 un total de 588 670 fieles bautizados.
| Año                                                                             | Población            | Población | Población      | Sacerdotes | Sacerdotes    | Sacerdotes    | Bautizados por sacerdote | Diáconos permanentes | Religiosos | Religiosos | Parroquias |
| Año                                                                             | Bautizados católicos | Total     | % de católicos | Total      | Clero secular | Clero regular | Bautizados por sacerdote | Diáconos permanentes | Varones    | Mujeres    | Parroquias |
| ------------------------------------------------------------------------------- | -------------------- | --------- | -------------- | ---------- | ------------- | ------------- | ------------------------ | -------------------- | ---------- | ---------- | ---------- |
| 1977                                                                            | 380 000              | 400 000   | 95.0           | 14         | 4             | 10            | 27 142                   |                      | 10         | 13         | 13         |
| 1990                                                                            | 430 000              | 480 000   | 89.6           | 24         | 14            | 10            | 17 916                   |                      | 10         | 20         | 17         |
| 1999                                                                            | 480 000              | 540 000   | 88.9           | 31         | 24            | 7             | 15 483                   |                      | 7          | 26         | 23         |
| 2000                                                                            | 490 000              | 560 000   | 87.5           | 34         | 27            | 7             | 14 411                   |                      | 7          | 29         | 25         |
| 2001                                                                            | 500 000              | 570 000   | 87.7           | 34         | 27            | 7             | 14 705                   |                      | 7          | 28         | 27         |
| 2002                                                                            | 500 000              | 580 000   | 86.2           | 37         | 30            | 7             | 13 513                   |                      | 7          | 26         | 28         |
| 2003                                                                            | 500 000              | 580 000   | 86.2           | 39         | 32            | 7             | 12 820                   |                      | 7          | 26         | 28         |
| 2004                                                                            | 500 000              | 580 000   | 86.2           | 40         | 33            | 7             | 12 500                   |                      | 7          | 19         | 28         |
| 2006                                                                            | 520 000              | 600 000   | 86.7           | 42         | 36            | 6             | 12 380                   |                      | 6          | 23         | 29         |
| 2013                                                                            | 554 000              | 639 000   | 86.7           | 54         | 47            | 7             | 10 259                   |                      | 7          | 30         | 35         |
| 2016                                                                            | 567 000              | 654 000   | 86.7           | 54         | 46            | 8             | 10 500                   |                      | 8          | 29         | 37         |
| 2019                                                                            | 580 000              | 669 500   | 86.6           | 57         | 49            | 8             | 10 175                   |                      | 8          | 29         | 37         |
| 2021                                                                            | 588 670              | 679 500   | 86.6           | 55         | 49            | 6             | 10 703                   | 5                    | 6          | 17         | 36         |
| Fuente: Catholic-Hierarchy, que a su vez toma los datos del Anuario Pontificio. |                      |           |                |            |               |               |                          |                      |            |            |            |

## Episcopologio
- Cristiano Jakob Krapf (7 de noviembre de 1978-4 de julio de 2012 retirado)
- Ruy Gonçalves Lopes, O.F.M.Cap. (4 de julio de 2012-10 de julio de 2019 nombrado obispo de Caruaru)
- Paulo Romeu Dantas Bastos, desde el 13 de enero de 2021